# Життєздатність міста

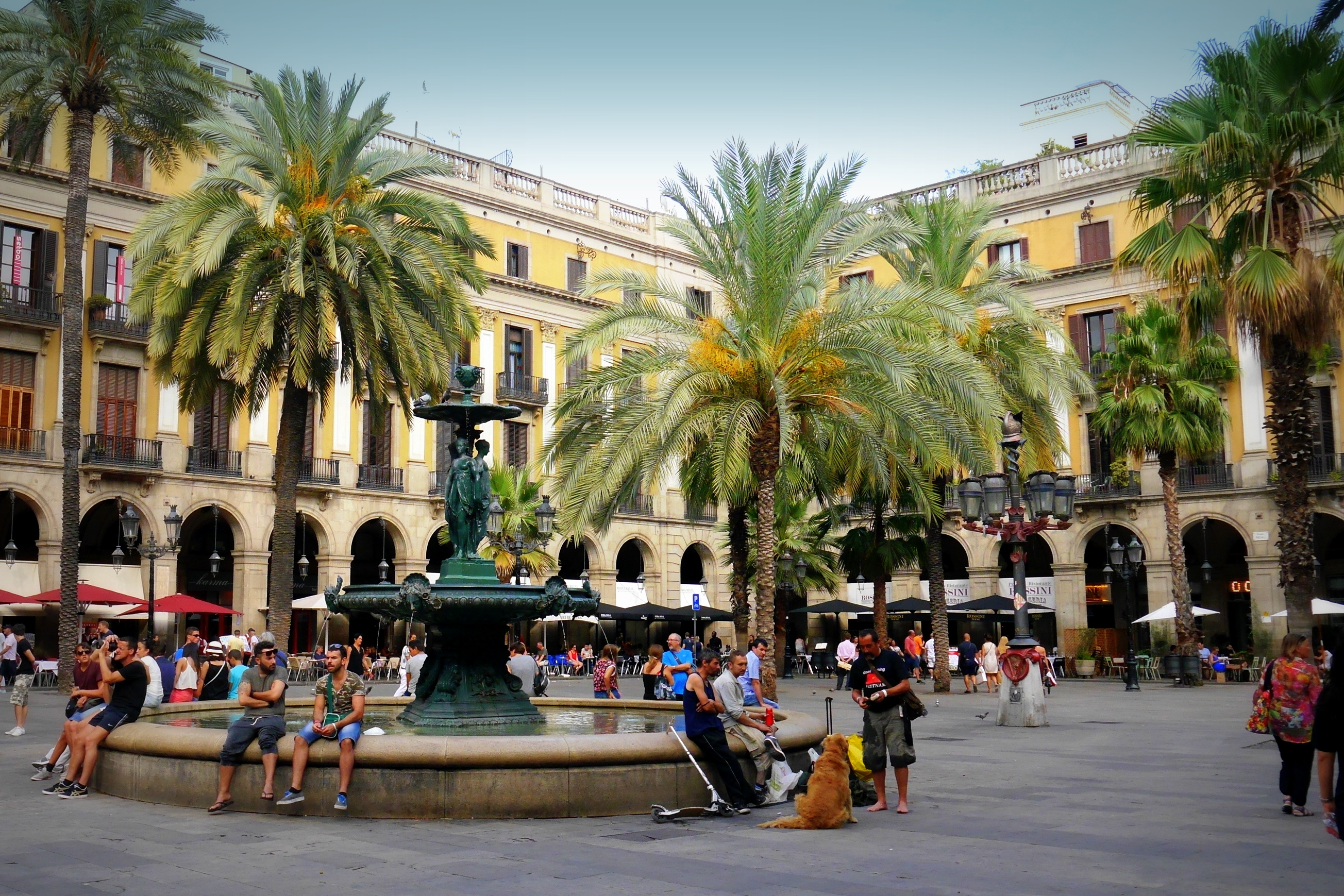
Королівська площа (Барселона) у Барселоні відрізняється високою життєвою активністю, з пішохідними зонами та різноманітними закладами в її околицях.

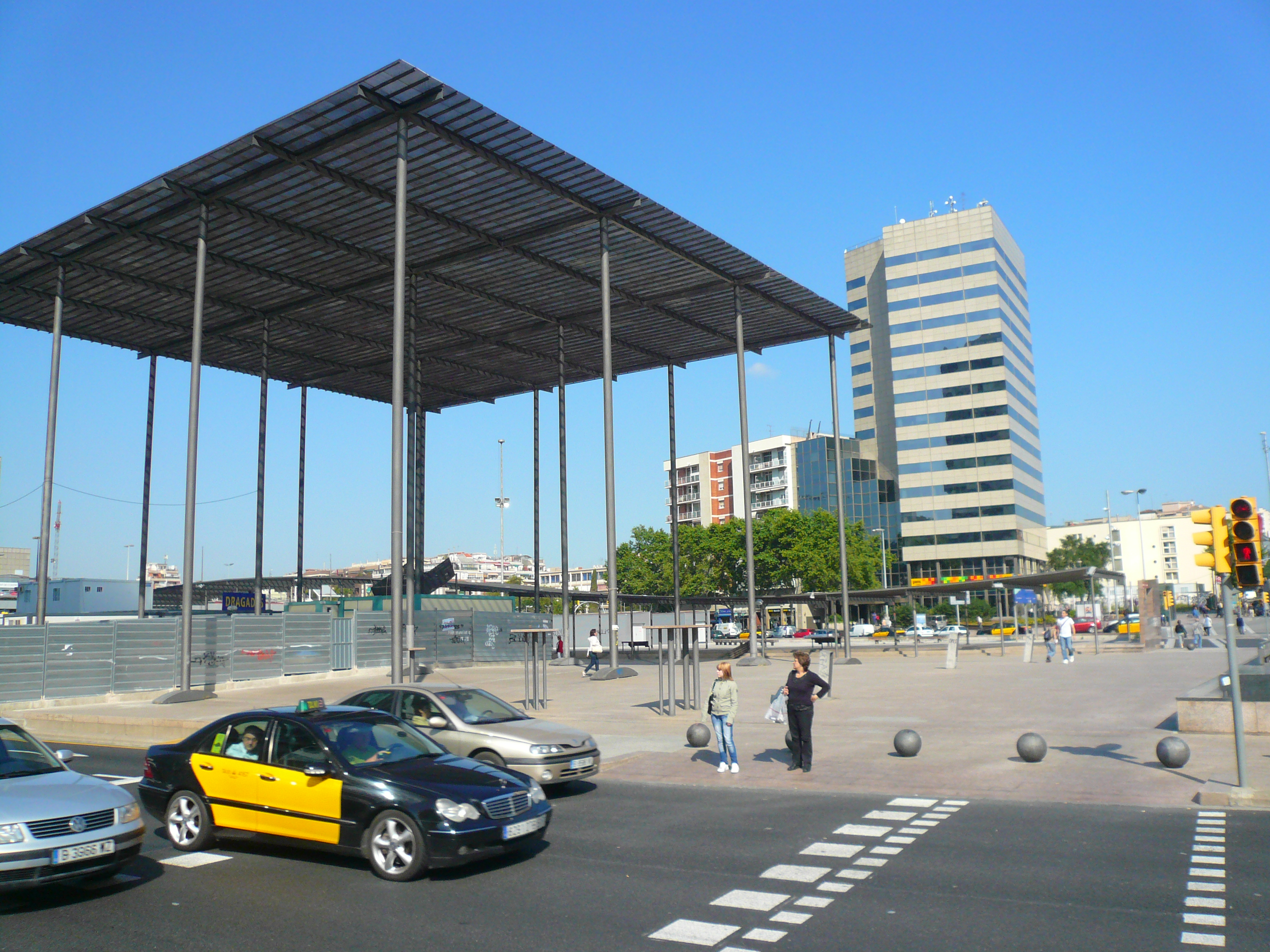
Для порівняння, Площа Каталонії має низьку життєздатність, з меншою кількістю закладів та великими прилеглими вулицями, які перешкоджають руху пішоходів.

Життєздатність міст — це якість просторів у містах, які приваблюють різноманітні групи людей для здійснення різних видів діяльності у різний час доби. Такі простори часто сприймаються як живі, жваві або енергійні, на відміну від районів з низькою життєздатністю, які можуть відштовхувати людей і сприйматися як небезпечні.
Індекс життєздатності міста є показником цієї якості та став основним інструментом у міському плануванні, особливо при втручанні в простори з низькою життєздатністю. Індекс також використовується для сприяння управлінню просторами, які вже мають високу життєздатність. Однак успіх просторів з високою життєздатністю іноді може призвести до джентрифікації та надмірного туризму, що може знизити їхню життєздатність та початкову популярність.
Концепція міської життєздатності базується на роботах Джейн Джейкобс, особливо на її найвпливовішій роботі «Смерть і життя великих американських міст». У 1960-х роках Джейкобс критикувала модерністську та раціоналістичну архітектуру Роберта Мозеса та Ле Корбюзьє, чиї роботи були зосереджені на приватних автомобілях. Вона стверджувала, що ці форми міського планування не враховували та надмірно спрощували складність людського життя в різноманітних громадах. Вона виступала проти масштабних програм оновлення міст, які впливали на райони та передбачали будівництво автомагістралей через центри міст. Натомість вона виступала за компактну забудову змішаного призначення з пішохідними вулицями та «очима на вулиці» для запобігання злочинності.
Концепція міської життєздатності є важливою в середземноморському урбанізмі та його історії, де громадський простір, зручність для пішоходів та площі цінуються як центри соціальної взаємодії та згуртованості, на відміну від англосаксонського урбанізму з великими, орієнтованими на автомобілі інфраструктурами та більшими відстанями між об'єктами інфраструктури.

## Умови для високої життєздатності міста
Життєздатність міста можна оцінити кількісно завдяки аналізу елементів, що її визначають. Серед них є такі:
- Різноманітність використання простору: наявність різних функцій, які можуть приваблювати різних людей для різних видів діяльності в різний час, завдяки чому простір постійно зайнятий, а його безпека підвищується;

- Можливості для особистого контакту: квартали, невеликі будівлі та відкриті простори, оскільки вони зменшують кількість можливих перехресть та соціальних взаємодій;

- Створення різноманітності: будівлі з різними характеристиками та віком, що дозволяє людям з різною купівельною спроможністю жити в усіх районах міста, уникаючи утворення гетто;

- Висока щільність міського населення: концентрація мешканців, економічної діяльності, послуг та міських функцій, що створює критичну масу для життєздатності. Це питання не лише щільності житлової забудови, а й загальної інтенсивності міського життя, яка дозволяє різним формам міського життя перетинатися та взаємодіяти;

- Універсальна доступність: доступність для всіх людей без залежності від приватного транспорту, з пріоритетом пішохідного доступу як найбільш демократичного, сталого та економічного, за яким слідують доступ для велосипедів та громадський транспорт;

- Відстань від бар'єрних елементів: відстань від таких елементів кордону, як великі будівлі, кільцеві дороги, наземні залізничні лінії або великі міські парки, які перешкоджають використанню доріг;

- Якість громадських просторів: наявність громадських просторів, які добре спроєктовані, утримуються та обладнані для підтримки різних соціальних та розважальних заходів. Простори повинні бути комфортними, доступними та надавати можливості для спонтанного спілкування та громадських заходів;

- Наявність основних послуг: доступність основних державних та приватних послуг, таких як школи, медичні заклади, поштові відділення, банки та інші послуги, які виступають каталізаторами міської діяльності та створюють природні місця збору людей у різні години дня;

- Сприйнята та фактична безпека: умови безпеки, що виходять за межі простого природного спостереження, що є результатом різноманітності використання. Містить належне освітлення, оглядовість просторів, наявність природних заходів соціального контролю та відсутність елементів, що створюють небезпеку;

- Міська транспортна мережа: ефективне сполучення з іншими районами міста за допомогою інтегрованих транспортних мереж, що дозволяють мешканцям і гостям міста легко дістатися до інших міських районів, при цьому зберігаючи важливу роль району в ширшій міській системі;

- Економічна стійкість: наявність різноманітної та стійкої місцевої економіки, здатної адаптуватися до економічних змін без втрати життєздатності. Включає поєднання різних видів економічної діяльності, наявність малих місцевих підприємств та здатність до інновацій та адаптації;

- Сталий розвиток та якість навколишнього середовища: екологічні умови, що сприяють довгостроковій життєздатності, включаючи наявність міських зелених зон, якість повітря, контроль шуму, стале управління ресурсами та адаптація до зміни клімату.